# Скворцов, Николай Валерьевич
Николай Валерьевич Скворцов (род. 28 марта 1984 года, Обнинск, Калужская область) — российский пловец, политический деятель.
Член национальной сборной России с 1999 года. 3-кратный рекордсмен мира (2008, 2009). 4-кратный рекордсмен Европы (2008, 2009). 11-кратный рекордсмен России, 34-кратный чемпион России. Депутат Обнинского городского Собрания шестого созыва (2010—2015).

## Спортивная карьера
Мастер спорта международного класса, заслуженный мастер спорта. Член национальной сборной с 1999 года. Специализация: 100, 200 м баттерфляй.
Награды: медаль ордена «За заслуги перед Отечеством» II степени за успешное выступление на IV Всемирных военных играх, медаль «За заслуги перед Калужской областью» III степени.
Выпускник Московского экономико-статистического института.

### Достижения
- Финалист Олимпийских игр 2004 года (Афины, Греция) и Олимпийских игр 2008 года (Пекин, Китай), участник Олимпийских игр 2012 года (Лондон, Великобритания);
- 3-кратный рекордсмен мира (2008, 2009);
- 4-кратный рекордсмен Европы (2008, 2009);
- 11-кратный рекордсмен России;
- 4-кратный бронзовый призёр чемпионатов мира на длинной воде (2007, 2013);
- 2-кратный серебряный и 4-кратный бронзовый призёр Чемпионатов мира на короткой воде (2004, 2006, 2008, 2012);
- 4-кратный чемпион Европы на короткой воде (2004, 2008 и 2009);
- Чемпион Европы 2006 года на длинной воде;
- 4-кратный серебряный призёр чемпионатов Европы 2004, 2010, 2011;
- 9-кратный бронзовый призёр чемпионатов Европы 2005, 2006, 2008, 2010;
- 25-кратный чемпион этапов Кубка мира, 24-кратный серебряный призёр этапов Кубка мира и 17-кратный бронзовый призёр этапов Кубка мира;
- 9-кратный чемпион и 15-кратный призёр европейских соревнований MareNostrum;
- 32-кратный чемпион и 16-кратный призёр чемпионатов России;
- 7-кратный чемпион Кубков России и 22-кратный призёр Кубков России;
- 3-х кратный чемпион и 2-х кратный серебряный призёр Всемирных военных игр; 3-х кратный серебряный призёр чемпионата мира по плаванию среди военнослужащих;
- 2-кратный чемпион Открытого чемпионата Франции;
- 4-кратный чемпион и 3-кратный серебряный призёр Кубка Сальникова.

## Политическая и общественная деятельность
Член партии «Единая Россия». Депутат Обнинского городского Собрания шестого (2010—2015) созыва.